# Episodi di The Newsroom (terza stagione)
La terza ed ultima stagione della serie televisiva The Newsroom è stata trasmessa in prima visione negli Stati Uniti d'America dal canale via cavo HBO dal 9 novembre al 14 dicembre 2014.
In Italia la stagione è stata trasmessa sul canale in chiaro Rai 3 dal 15 al 20 agosto 2016.
| nº | Titolo originale             | Titolo italiano | Prima TV USA     | Prima TV Italia |
| -- | ---------------------------- | --------------- | ---------------- | --------------- |
| 1  | Boston                       | Boston          | 9 novembre 2014  | 15 agosto 2016  |
| 2  | Run                          | Scappa!         | 16 novembre 2014 | 16 agosto 2016  |
| 3  | Main Justice                 | La fonte        | 23 novembre 2014 | 17 agosto 2016  |
| 4  | Contempt                     | Oltraggio       | 30 novembre 2014 | 18 agosto 2016  |
| 5  | Oh Shenandoah                | Oh Shenandoah   | 7 dicembre 2014  | 19 agosto 2016  |
| 6  | What Kind of Day Has It Been | Che giornata    | 14 dicembre 2014 | 20 agosto 2016  |

## Boston
- Titolo originale: Boston
- Diretto da: Anthony Hemingway
- Scritto da: Aaron Sorkin

### Trama
15-19 aprile 2013. Mentre Will e MacKenzie pianificano le loro nozze, giunge la notizia dell'attentato alla maratona di Boston. Scottati dall'esperienza del caso Genoa, i giornalisti della ACN sono molto cauti nel trasmettere qualsiasi informazione non provenga da fonti attendibili, restando attardati negli aggiornamenti rispetto alle reti concorrenti e al mondo di Internet. Maggie ha l'occasione di riguadagnarsi la fiducia dei suoi superiori come produttore inviato sul campo, mentre Neal viene contattato da una fonte anonima che promette documenti governativi segreti; grazie ad un costoso terminale Bloomberg ed alle sue fonti, Sloan intuisce che a breve ci sarà un'acquisizione nel mondo della finanza.
- Ascolti USA: telespettatori 1.207.000[2]
- Ascolti Italia: telespettatori 200.000 – share 1,5%[3]

## Scappa!
- Titolo originale: Run
- Diretto da: Greg Mottola
- Scritto da: Aaron Sorkin

### Trama
20 aprile 2013. Mentre Reese tenta di convincere i suoi giovani fratellastri a non vendere la ACN, Neal espone all'avvocato Rebecca Halliday il proprio caso. La sua contrarietà a rinunciare all'inchiesta crea un'accesa discussione che coinvolge l'intera redazione. Di ritorno da Boston, Maggie ascolta casualmente il vicedirettore aggiunto dell'Agenzia per la protezione dell'ambiente criticare aspramente la condotta del governo statunitense riguardo al proprio ente e alle politiche ambientali; l'opportunità di pubblicare o meno la notizia fa sorgere in lei molti dubbi. Durante il pranzo Don rivela a Sloan di aver guadagnato una piccola somma sfruttando alcune informazioni finanziarie da lei scoperte; il fatto che ciò sia avvenuto prima che la giornalista le divulgasse pubblicamente fa nascere tra i due una discussione che ben presto si allarga alla loro relazione. La pubblicazione di un tweet di cattivo gusto rischia di costare il posto a Hallie.
- Ascolti USA: telespettatori 1.278.000[4]
- Ascolti Italia: telespettatori 265.000 – share 1,6%[5]

## La fonte
- Titolo originale: Main Justice
- Diretto da: Alan Poul
- Scritto da: Jon Lovett, Aaron Sorkin

### Trama
20-27 aprile 2013. Bluffando, Charlie minaccia di trasmettere in diretta la perquisizione dell'FBI negli studi della ACN alla ricerca dei documenti di Neal. Ottiene così una tregua durante la quale le due parti tentano di raggiungere un accordo. Maggie incontra molte difficoltà nel preparare l'intervista a Richard Westbrook e a rendere interessante al pubblico un argomento non molto intrigante come quello ambientale. Non riuscendo a trovare il denaro richiesto, Leona capisce che l'unica soluzione per acquistare le quote detenute dai fratellastri di Reese è quella di vendere le proprie ad un nuovo socio. Jim e Hallie finiscono per litigare riguardo al nuovo lavoro della giornalista, che prevede dei bonus economici legati al numero delle visualizzazioni dei suoi articoli. Un'accusa di favoritismi sul posto di lavoro fatta a Gary da parte di una sua ex fa intervenire il vicedirettore delle risorse umane; contrario alle relazioni tra colleghi, l'uomo prende di mira quella tra Don e Sloan.
- Ascolti USA: telespettatori 1.188.000[6]
- Ascolti Italia: telespettatori 205.000 – share 1,2%[7]

## Oltraggio
- Titolo originale: Contempt
- Diretto da: Anthony Hemingway
- Scritto da: Deborah Schoeneman, Aaron Sorkin

### Trama
27 aprile – 3 maggio 2013. Ricevuto l'ordine di comparire davanti al Grand jury per svelare l'identità della fonte, Will viene istruito da Rebecca riguardo alla linea da tenere nei giorni successivi, che non prevede alcuna collaborazione col Pubblico Ministero. Il successivo incontro con il candidato all'acquisto della rete Lucas Pruit conferma la pessima impressione avuta da Charlie, che organizza con Sloan la ricerca di un nuovo socio. Per rispettare le richieste della fonte MacKenzie spinge per rendere pubblica la notizia, ma viene ostacolata dalle difficoltà nel far uscire dal Kundu l'autore materiale degli articoli di disinformazione. Nonostante la sua relazione con Jack, Maggie continua ad interessarsi al rapporto tra Jim e Hallie, i cui contrasti vertono sempre sul modo di concepire il giornalismo nell'era di Internet.
- Ascolti USA: telespettatori 1.382.000[8]
- Ascolti Italia: telespettatori 228.000 – share 1,4%[9]

## Oh Shenandoah
- Titolo originale: Oh Shenandoah
- Diretto da: Paul Lieberstein
- Scritto da: Aaron Sorkin

### Trama
3 maggio – 24 giugno 2013. MacKenzie viene a sapere che la fonte si è suicidata e con Rebecca cerca un modo per indurre il Pubblico Ministero a liberare Will. Nel frattempo McAvoy deve sopportare la presenza di un invadente compagno di cella. Mentre il suo anchorman rimane in carcere ad oltranza, molto è cambiato alla ACN con l'avvento di Pruit e Charlie mostra un'insolita e arrendevole ubbidienza al nuovo proprietario. In questo particolare contesto Sloan si muove contro una app sviluppata da un nuovo dipendente che permette di perseguitare le celebrità, mentre Don fa di tutto per non realizzare un incontro televisivo tra una vittima di stupro e uno dei suoi violentatori; la vicenda è complicata dal fatto che la ragazza ha aperto un sito nel quale denunciare pubblicamente e senza alcun tipo di verifica il nome di presunti stupratori. Jim e Maggie intanto sono a Mosca alla disperata ricerca di una maniera per salire sul volo che porterà Edward Snowden a L'Avana.
- Ascolti USA: telespettatori 1.359.000[10]
- Ascolti Italia: telespettatori 219.000 – share 1,3%

## Che giornata
- Titolo originale: What Kind of Day Has It Been
- Diretto da: Alan Poul
- Scritto da: Aaron Sorkin

### Trama
27 giugno 2013. Al funerale di Charlie i ricordi dei giornalisti di News Night tornano all'aprile di tre anni prima, quando il loro direttore aveva dato il via al nuovo corso: saputo che sua moglie è incinta, Will ripensa a quando Skinner lo aveva spronato a non essere influenzato dagli ascolti; Mentre Leona rammenta a Pruit di apparire come un sessista, una MacKenzie per nulla conscia di cosa stia succedendo ricorda quando Charlie le aveva proposto il ruolo di produttore esecutivo; cercando di gestire i propri sensi di colpa per la morte del loro direttore, Dan e Sloan tornano al loro primo incontro-scontro. Maggie non sa come interpretare il fatto che Jim l'abbia raccomandata per un ruolo da produttore esterno a Washington proprio ora che la loro relazione è appena sbocciata. Tornato dal Venezuela, Neal affronta i profondi cambiamenti che il ramo digitale della rete ha subito in sua assenza.
- Altri interpreti: Joanna Gleason (Nancy Skinner)
- Ascolti USA: telespettatori 1.621.000[11]
- Ascolti Italia: telespettatori 103.000 – share 1,29%